# Saint-Lézer
Saint-Lézer település Franciaországban, Hautes-Pyrénées megyében. Lakosainak száma 434 fő (2022. január 1.). Saint-Lézer Vic-en-Bigorre, Casteide-Doat, Montaner, Pujo, Sanous és Talazac községekkel határos.

## Népesség
A település népessége az elmúlt években az alábbi módon változott:
| Lakosok száma | 413  | 417  | 436  | 426  | 422  | 426  | 429  | 431  | 434  |
|               | 2013 | 2015 | 2016 | 2017 | 2018 | 2019 | 2020 | 2021 | 2022 |